# Schlacht von Dandanqan

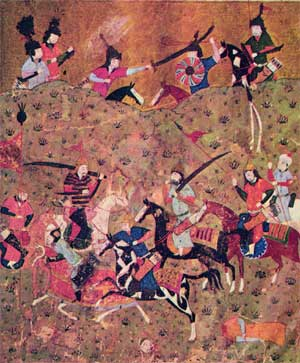
Darstellung einer Schlachtszene

Die Schlacht von Dandanqan (DMG Dandānqān) fand am 23. Mai 1040 zwischen Seldschuken und Ghaznawiden statt. Sie endete mit einem Sieg für die Seldschuken und beendete die Herrschaft der Ghaznawiden über Chorasan.

## Vorbereitungen
Als der Seldschukensultan Toghril Beg und sein Bruder Tschaghri Beg damit begannen, eine starke Armee aufzubauen, wurde sie zu einer ernsten Bedrohung für die Ghaznawiden. Nachdem seldschukische Plünderer Grenzstädte der Ghaznawiden in Brand gesteckt hatten, entschied sich Sultan Masud I. von Ghazna (der Sohn Mahmuds von Ghazna), die Seldschuken zum Verlassen seines Gebietes zu zwingen.

## Die Schlacht
Während Masuds Armee nach Sarachs marschierte, ermüdeten die seldschukischen Plünderer mit Hit-and-run-Angriffen die ghaznawidischen Verbände. Seldschukische Plünderer schädigten auch die Nachschublinien der Ghaznawiden und schnitten sie von nahe liegenden Wasserquellen ab. Die Disziplin und Moral der ghaznawidischen Armee nahm ernsthaft ab. Endlich griffen am 23. Mai 1040 20.000 seldschukische Soldaten 50.000 ghaznawidische Soldaten bei Dandanqan zwischen Merw und Sarachs an.

## Folgen
Die dreitägige Schlacht endete mit einem Sieg der Seldschuken und Masud floh mit nur 100 Reitern vom Schlachtfeld. Der Sieg markierte den Aufstieg der Seldschuken zu einer größeren Macht und den Abstieg der Ghaznawiden. Die Seldschuken besetzten die chorasanischen Städte und etablierten ein Reich, das später als Großseldschukisches Reich bekannt wurde.